# Sten Andersson

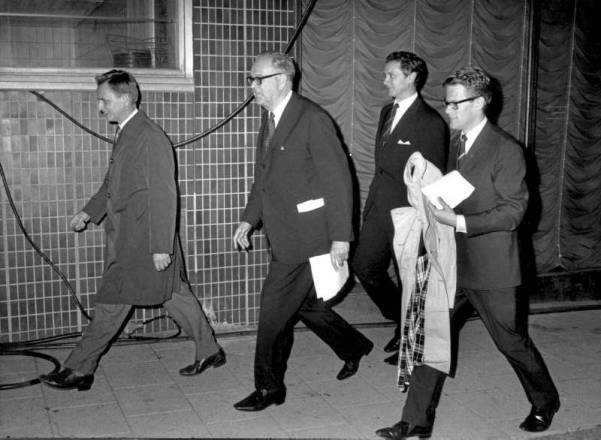
Olof Palme, Tage Erlander, Sten Andersson und Ingvar Carlsson (1968)

Sten Sture Andersson (* 20. April 1923 in Stockholm; † 16. September 2006 ebenda) war ein schwedischer Politiker der sozialdemokratischen Partei.

## Leben
Nach seinem Abitur an der Abendschule im Jahr 1944 nahm er ein Pädagogikstudium auf, dass er mit einer Tätigkeit als Briefträger finanzierte. Nach dem Studium arbeitete er als Lehrer und wurde im Alter von 28 Jahren in die Stadtverordnetenversammlung von Stockholm gewählt. Von 1962 bis 1982 war er Sekretär der sozialdemokratischen Partei, in diesem Zuge legte er sein Mandat in der Stadtverordnetenversammlung nieder, von 1962 bis 1993 war er im Vorstand seiner Partei. Von 1966 bis 1994 war er Mitglied des schwedischen Reichstages. Von 1982 bis 1985 war er Sozialminister und anschließend bis 1991 Außenminister Schwedens. In dieser Rolle war er unter anderem als Mediator zwischen den Vereinigten Staaten und Palästina aktiv, Palästina zeichnete ihn dafür postum im Jahr 2010 mit dem höchsten palästinensischen Auszeichnung, dem Order of the star of Jerusalem aus.
Andersson arbeitete eng mit Olof Palme zusammen. Er starb im Alter von 83 Jahren an einem Herzinfarkt.